# El-Wad

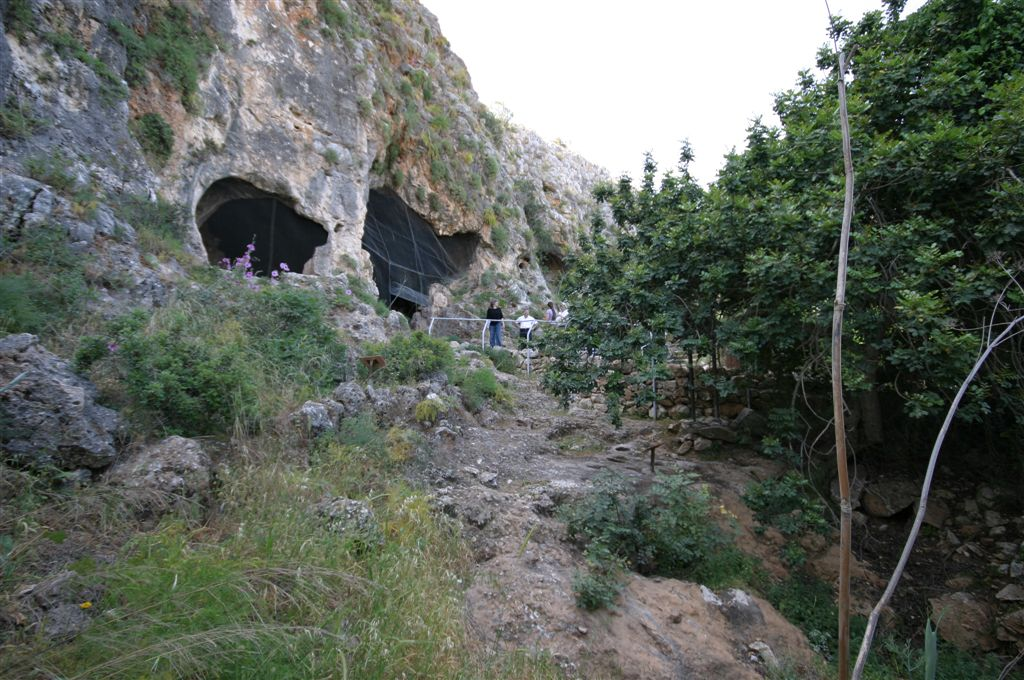
Grotte et terrasse d'el-Wad.

El-Wad (hébreu HaNahal) est un site préhistorique d'Israël, situé sur les pentes du Mont Carmel, dans le secteur des grottes de Nahal Me’arot ou Wadi el-Mughara, qui comprend d'autres grottes préhistoriques (Taboun, es Skhul et Jamal). Situé sur un corridor karstique situé 44,5 mètres au-dessus du niveau de la mer, il est constitué d'une terrasse et d'une grotte.

## Fouilles
Le site a été découvert et fouillé une première fois par Dorothy Garrod entre 1929 et 1939 ; elle y réalisa des découvertes fondamentales pour la connaissance de la préhistoire du Levant, et notamment la caractérisation de l'industrie lithique du Natoufien. En 1981 la terrasse fut fouillée par le Français François Valla et l'Israélien Ofer Bar-Yosef, puis entre 1988 et 1990 des fouilles de sauvetage furent conduites dans la grotte par Mina Weinstein-Evron.

## Niveaux paléolithiques
Les niveaux les plus anciens du site, mis au jour dans la grotte, sont le niveau G qui date du Moustérien (Paléolithique moyen) et le F qui comprend des objets du début du Paléolithique supérieur (pointes d'Emireh), mais est perturbé. Le niveau E correspond à l'Aurignacien du Levant, avec des pointes dites d'el-Wad d'après le site, et aussi des grattoirs et burins. Le niveau D, divisé en deux sous-niveaux D1 et D2 relève également de l'Aurignacien. Le niveau C marque le passage à l'Atlitien, période durant laquelle les éclats sont plus nombreux que les lames.

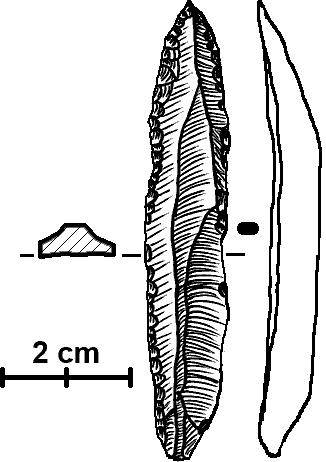
Dessin d'une pointe d'el-Wad.

## Natoufien
Le niveau B correspond à l'Épipaléolithique récent, le Natoufien (v. 11500-11500 AP), durant laquelle le site est un habitat et un cimetière, s'étendant sur la partie avant de la grotte et la terrasse. Le cimetière a livré plus d'une centaine de squelettes, provenant en majorité de la terrasse. Les inhumations collectives semblent caractériser la phase ancienne, et les individuelles, en position fléchie, la phase récente. Quelques d'individus sont enterrés avec des parures en dentales et os (colliers, ceintures). Les restes d'un mur de terrassement constitué de galets ont été identifiés sur la terrasse, et quatre mortiers y ont été exhumés. 
L'industrie lithique du Natoufien est caractérisée par les microlithes, notamment les demi-cercles (lunates) de la phase ancienne, avec la retouche bifaciale de Helwan. Le mobilier de broyage comprend des pilons, mortiers et meules en basalte, ainsi que des fragments de bols en basalte. L'industrie osseuse est dominée par les pointes, comprend aussi des sortes de spatules et des hameçons. 
Dans le domaine des représentations artistiques, le site a livré un manche taillé pour former un ongulé (gazelle, cervidé ou bovin), une petite tête humaine en calcaire, et des figurines humaines schématiques.
Les habitants du site chassaient surtout la gazelle et des cervidés, ainsi que des oiseaux, des reptiles, et pratiquaient la pêche. Les branchages amenés dans la grotte proviennent d'oliviers et de tamarins fleuris, on a relevé la présence de bois de chauffage, et l'analyse des dents de gazelles indiquent une occupation du site aussi bien au printemps et en été qu'en hiver, ce qui pourrait indiquer que le site est un lieu de peuplement semi-sédentaire voire sédentaire (permanent).

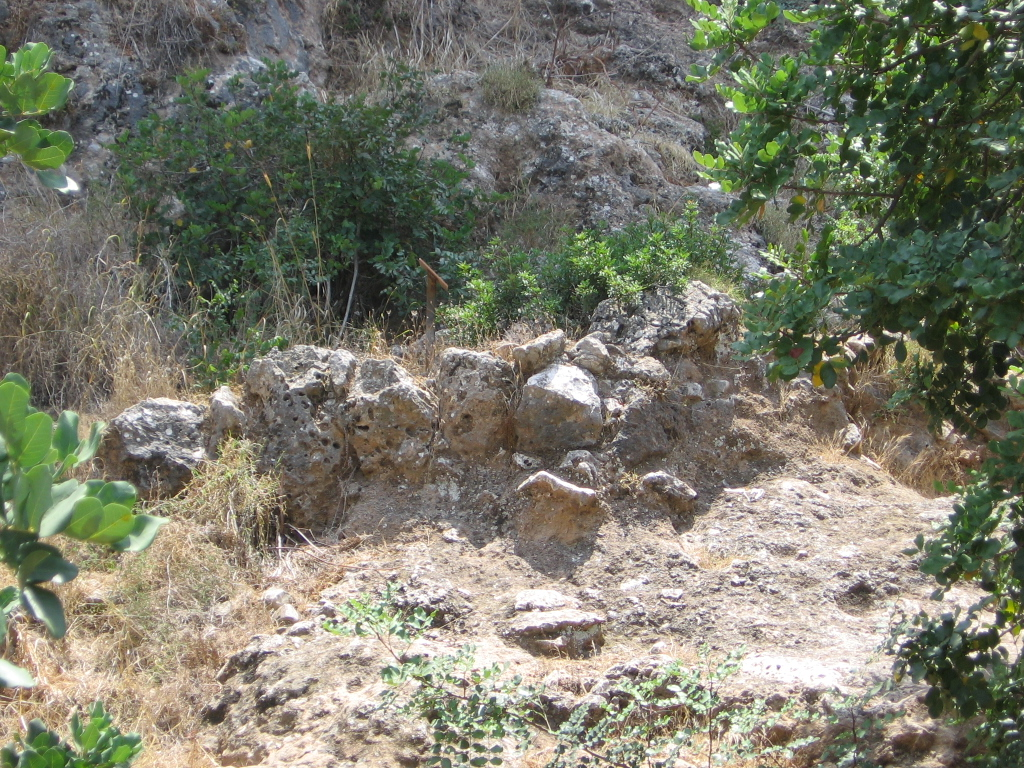
Mur de la terrasse d'El-Wad.
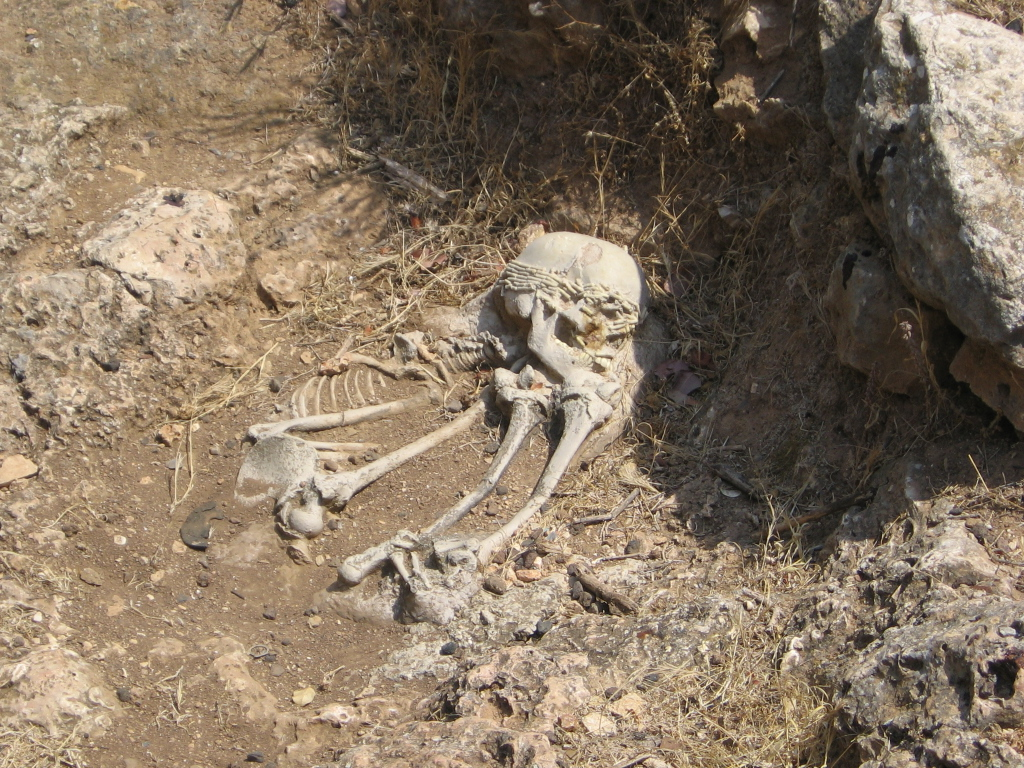
Sépulture natoufienne (copie) à El-Wad.
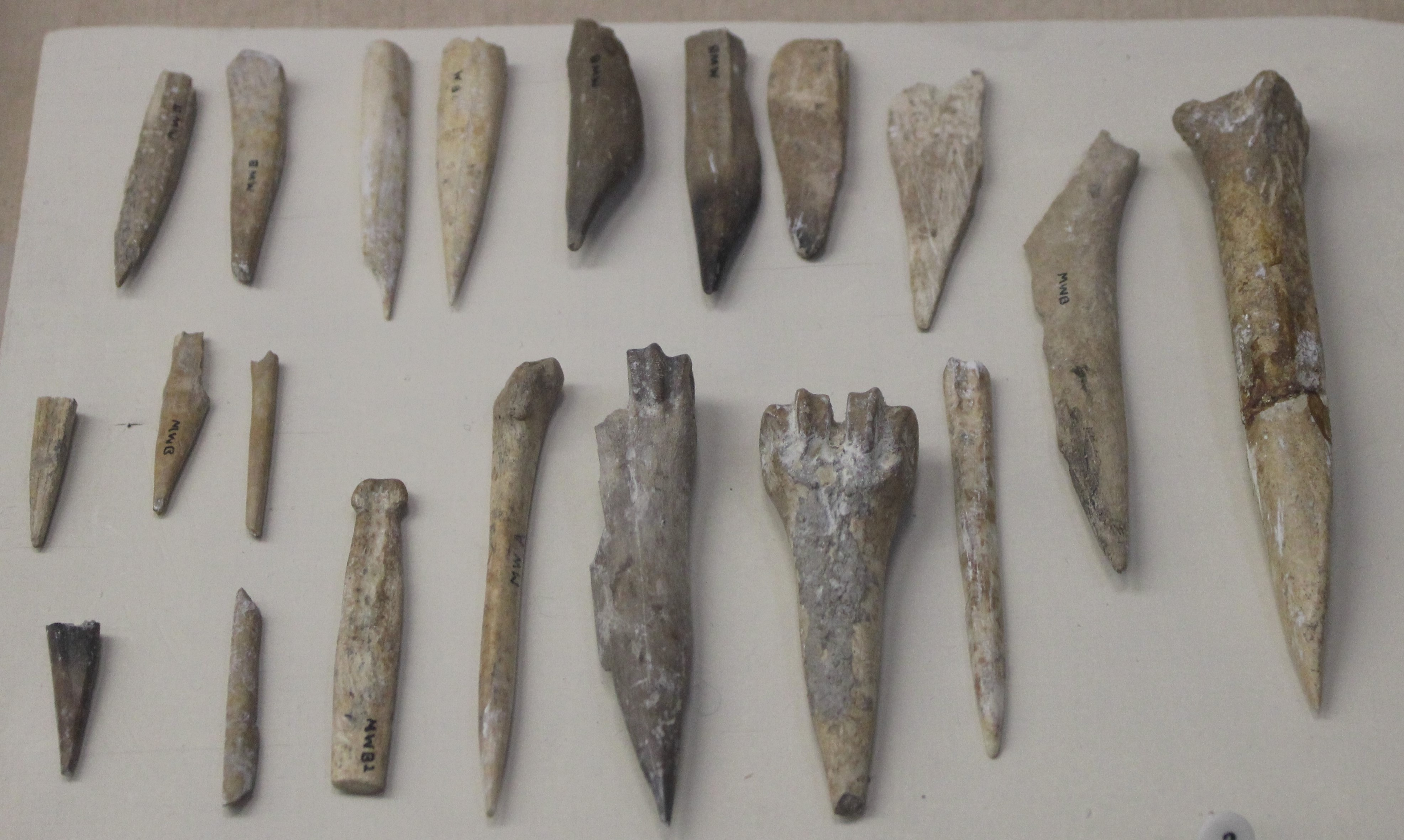
Poinçons en os provenant du site d'El-Wad, Natoufien ancien. Musée d'archéologie nationale.
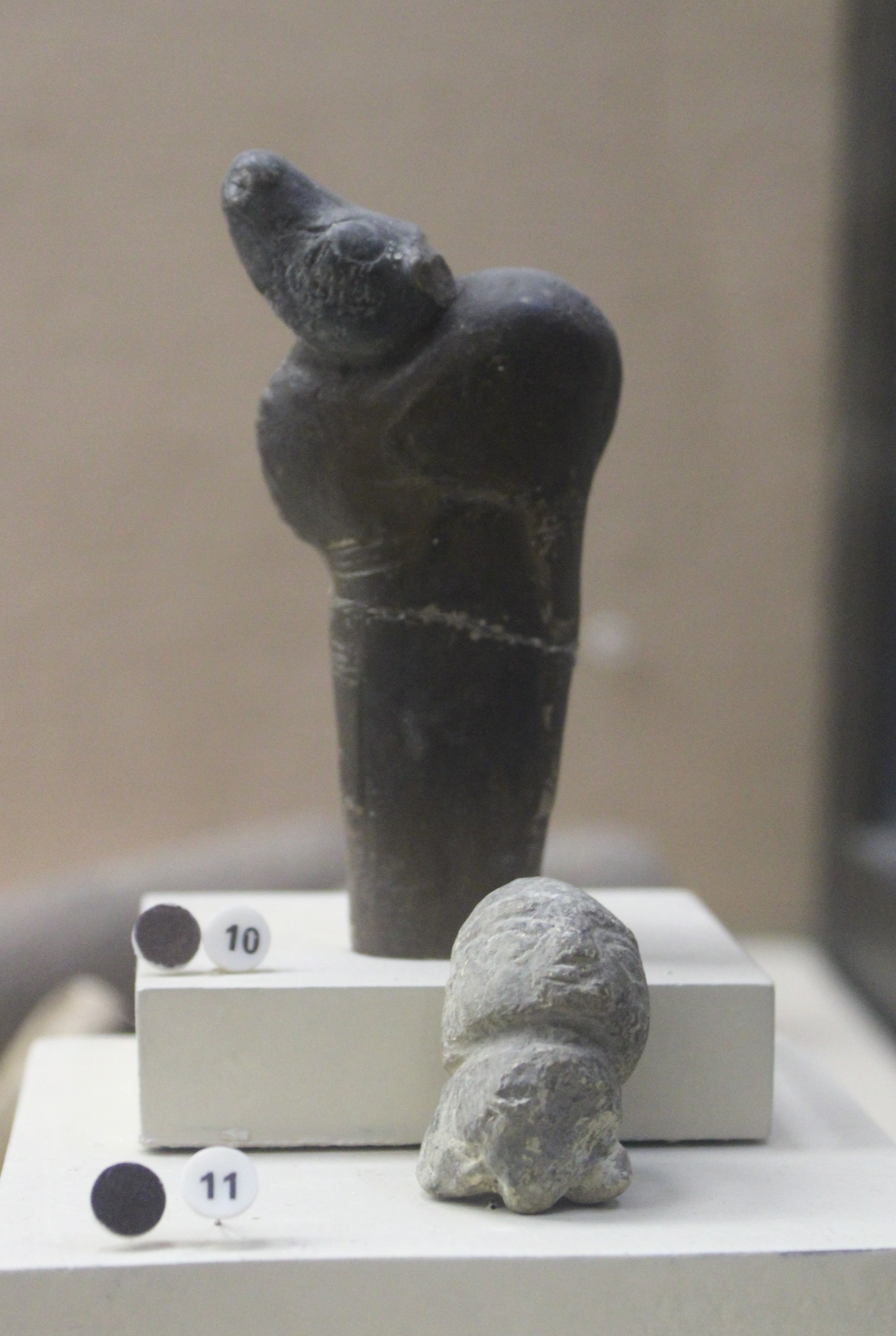
Moulages de sculptures d'El-Wad : manche de faucille en os poli dont l'extrémité a la forme d'un jeune ongulé ; tête humaine sculptée et gravée en calcite. Musée d'archéologie nationale.

## Niveaux récents
Le niveau A correspond à la dernière strate du site, couvrant une très longue période allant du Néolithique jusqu'aux périodes historiques. Une statue d'Aphrodite d'époque hellénistique y a été retrouvée. À compter de l'époque médiévale, le site est essentiellement une halte de pasteurs.